# Catha transvaalensis
Catha transvaalensis là một loài thực vật có hoa trong họ Dây gối. Loài này được Codd mô tả khoa học đầu tiên năm 1971.